# Renault Caravelle
La Renault Caravelle era un'autovettura di classe medio-bassa, prodotta tra il 1962 ed il 1968 dalla casa automobilistica francese Renault.

## Storia

### Nascita del modello
Fu all'inizio degli anni '60 che Pierre Dreyfus pensò ad un restyling per la Floride, una vettura sportiveggiante, ma dalle prestazioni modeste e dal successo solo parziale. Per questo il presidente della Renault contattò Pietro Frua, che qualche anno addietro aveva già collaborato proprio per lo sviluppo della Floride stessa. A Frua fu richiesto di realizzare una vera due posti più due che potesse accogliere più comodamente due eventuali passeggeri posteriori in maniera tale da non risultare troppo sacrificati. Per questo, partendo dalle linee della Floride, Frua ridisegnò la parte posteriore del padiglione, mentre apportò altre modifiche in alcuni dettagli di altra natura. Per quanto riguarda la base meccanica, si scelse di utilizzare quella predestinata alla futura Renault 8, all'epoca ancora in fase di progetto. Analogamente il motore fu la nuova unità da 1 litro capostipite della futura famiglia di motori Cléon, anch'esso destinato fin da subito alla Renault 8 ed in procinto di essere introdotto anche nel vano motore della Floride S, quest'ultima considerata come l'anello di congiunzione fra la Floride prodotta fino a quel momento ed il modello che sarebbe arrivato dopo. Sia la Floride S, con carrozzeria spider, che la nuova Caravelle, con carrozzeria coupé 2+2, furono introdotte nel marzo 1962 al Salone di Ginevra. Con la nascita della Caravelle, il cui nome fu mutuato dalla Floride venduta (con scarso successo) negli Stati Uniti, si riaccesero le divergenze tra la Ghia e Pietro Frua sulla paternità del progetto. Perciò si andò avanti con cause legali che ebbero termine solo qualche anno dopo. La paternità del progetto fu ufficialmente assegnata alla Ghia, ma molti testi specializzati, ancor oggi, attribuiscono le linee della Caravelle a Frua.

#### Design esterno ed interno

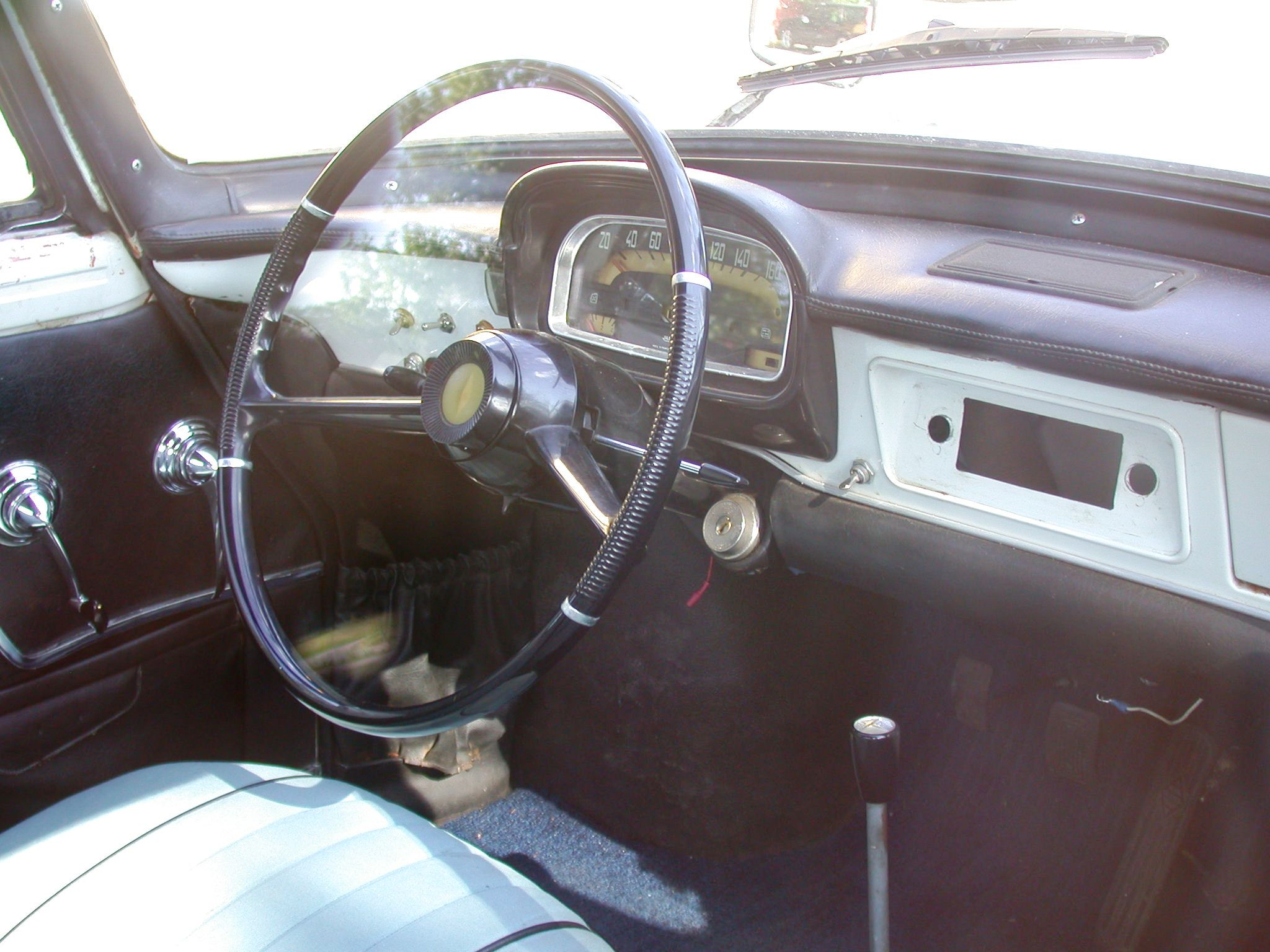
Cruscotto

Il corpo vettura della Caravelle era sostanzialmente simile a quello della Floride: vi erano però alcune differenze che ad un primo sguardo non si riescono a cogliere, e che saltano fuori solo dopo una visione più attenta. Prima di tutto, il padiglione della Caravelle risulta più squadrato nella zona posteriore, in modo da migliorare l'abitabilità nei sedili corrispondenti. Lo stesso tetto era leggermente più schiacciato e meno arcuato di quello della Floride. Anche le pinne posteriori sulla Caravelle erano leggermente più prominenti e, sempre nella coda, fu eliminata la larga presa d'aria tra i fari posteriori e ne fu ricavata un'altra, più in alto, integrata nel vano motore. Tale soluzione fu adottata anche dalla Floride S e, come quest'ultima, anche la Caravelle rinunciò alle prese d'aria laterali in corrispondenza dei parafanghi posteriori. Anteriormente, invece, le differenze si fanno minime, basti pensare che una delle più evidenti è la denominazione della vettura che appare sul frontale per tutta la larghezza della calandra. Un'altra differenza stava nella diversa conformazione del vano della ruota di scorta.
All'interno dell'abitacolo della Caravelle non vi furono differenze di rilievo rispetto alla Floride e si ritrovano quindi elementi come ad esempio il nuovo cruscotto in un solo quadrante della Floride, a sua volta derivato da quello della Dauphine. Molto simile anche il disegno della plancia.

#### Struttura, meccanica e motore
La Caravelle condivideva pianale e meccanica con la Renault 8, esattamente come la Floride fu a suo tempo meccanicamente derivata dalla Dauphine. La struttura era quindi a scocca portante, con corpo vettura in lamiera di acciaio. Le sospensioni prevedevano un avantreno a ruote indipendenti con triangoli ed un retrotreno, sempre a ruote indipendenti, ma a semiassi oscillanti. Su entrambi gli assi erano previsti ammortizzatori idraulici telescopici e molle elicoidali. L'impianto frenante era a quattro dischi, mentre lo sterzo era a cremagliera. Vale la pena ricordare anche che se le precedenti Floride condividevano pianale e meccanica con la Dauphine, lo stesso non poté dire della Floride S, che invece fu molto più affine alla Renault 8 e quindi anche alla Caravelle, compreso l'impianto frenante a quattro dischi ed il nuovo motore Cléon-Fonte da 956 cm³, in grado di erogare una potenza massima di 44 CV DIN, sufficienti per spingere la vettura ad una velocità massima di 135 km/h.

### Evoluzione

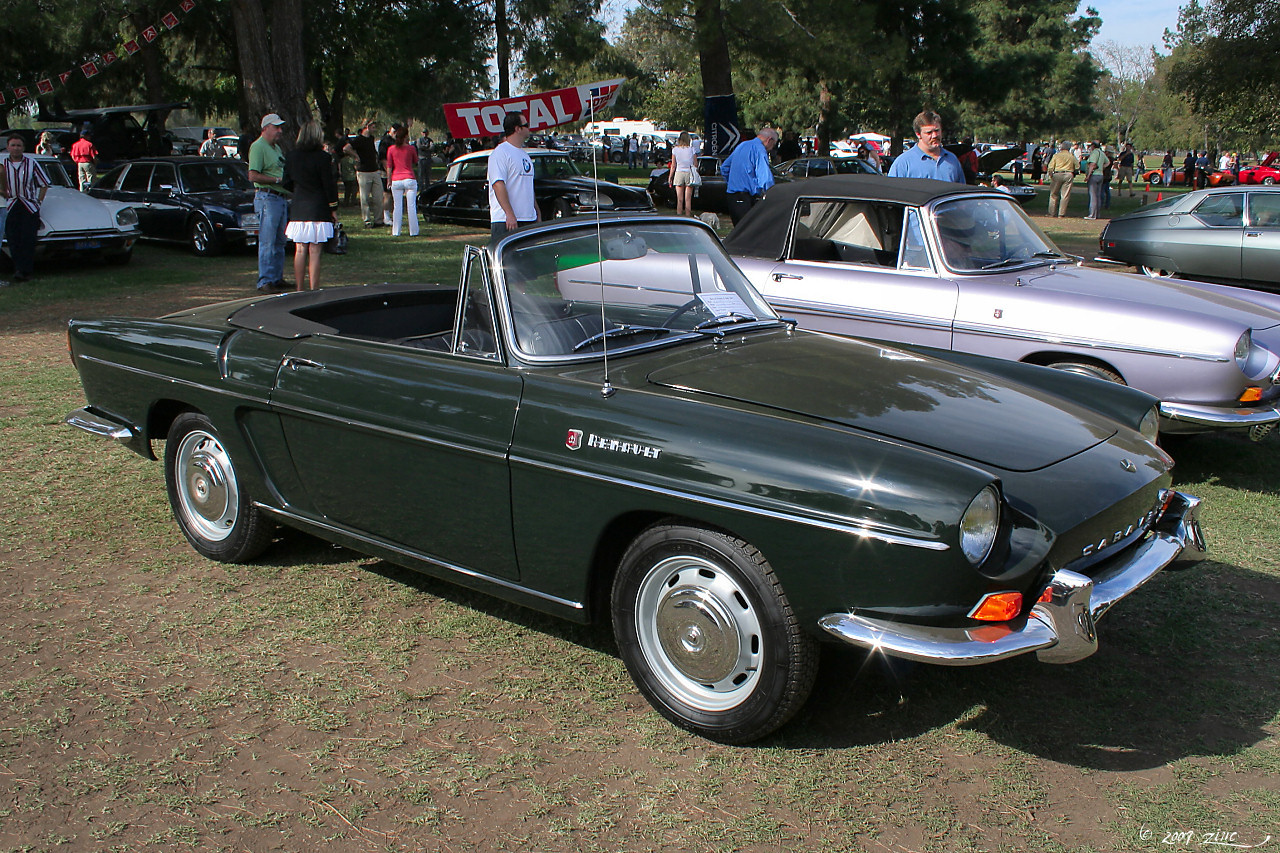
Una Caravelle cabriolet

La Caravelle debuttò nel 1962 come coupé, per rimpiazzare la Floride Coupé, uscita di produzione proprio in quell'anno. Al Salone di Parigi del 1963, fu presentata invece la Caravelle 1100, che andò a sostituire la prima Caravelle con motore da un litro. Ma a differenza di quest'ultima, la versione 1100 fu disponibile anche come cabriolet, cosicché le Floride con carrozzeria "scoperta" uscirono definitivamente dal listino, sancendo così il pensionamento della Floride. Ma anche il motore cambiò, come del resto si evince dalla denominazione: si trattò della seconda variante appartenente alla famiglia dei motori Cléon, un'unità da 1108 cm³ in grado di erogare fino a 47 CV DIN di potenza. Le prestazioni migliorarono sensibilmente rispetto alla precedente Caravelle e la velocità massima raggiunse i 145 km/h. Fra gli altri aggiornamenti avutisi in occasione del lancio della 1100, vi fu anche l'arrivo di un nuovo cruscotto a due strumenti circolari con indicatore del livello carburante situato a sinistra del piantone dello sterzo. Quest'ultimo, dal canto suo, cambiò disegno e divenne a razze traforate.
Due anni dopo, al Salone di Parigi del 1965, il motore subì un altro incremento di potenza, stavolta più contenuto, e reso possibile grazie all'adozione di un carburatore doppio corpo, con cui si raggiunsero i 51 CV. La strumentazione vide l'aggiunta del contagiri. Anche le prestazioni di quella che fu denominata ufficialmente Caravelle 1100 S crebbero leggermente, ma ciò non consentì un gran successo commerciale della Caravelle, anche perché già a partire dalla metà degli anni sessanta sua linea cominciò ad essere decisamente superata. Pertanto la Caravelle fu tolta di produzione nel luglio del 1968.

Uscita di scena la Caravelle, bisognò attendere alcuni anni prima di rivedere delle Renault coupé: nel 1971 arrivarono infatti le Renault 15 e 17 (quest'ultima poi ribattezzata, per il solo mercato italiano,177).

### Riepilogo caratteristiche
Di seguito vengono riepilogate le caratteristiche relative alle versioni previste per la gamma della Caravelle. I prezzi riportati sono espressi in franchi francesi:
| Modello                            | Caravelle | Caravelle 1100 | Caravelle 1100 S |
| ---------------------------------- | --- | --- | --- |
| Carrozzerie                        | Coupé | Coupé e cabriolet 2+2 | Coupé e cabriolet 2+2 |
| Produzione                         | 03/1962-09/1963 | 09/1963-09/1965 | 09/1965-07/1968 |
| Prezzo all'epoca                   | - | 10.960 | 11.500 |
| Motore                             | Type 689-02 | Type 688-02 | Type 688-03 |
| Posizione                          | Posteriore a sbalzo longitudinale | Posteriore a sbalzo longitudinale | Posteriore a sbalzo longitudinale |
| Numero e disposizione dei cilindri | 4 cilindri in linea | 4 cilindri in linea | 4 cilindri in linea |
| Cilindrata (cm³)                   | 956 | 1108 | 1108 |
| Alesaggio x corsa (mm)             | 65 x 72 | 70 x 72 | 70 x 72 |
| Alimentazione                      | carburatore monocorpo Solex 32 PDIST o Zenith 34 IGT                                                                                   | carburatore monocorpo Solex 32 DISTA o Zenith 34 IGT                                                                                   | carburatore doppio corpo Weber 32 DIR                                                                                                  |
| Rapporto di compressione           | 9.5:1 | 8.5:1 | 8.5:1 |
| Potenza massima (CV DIN/rpm)       | 44/5500 | 47/5100 | 51/5100 |
| Coppia massima (Nm/rpm)            | 67.7/3500 | 83.4/2500 | 74.6/3300 |
| Trazione                           | Posteriore | Posteriore | Posteriore |
| Cambio                             | Cambio manuale a 4 marce | Cambio manuale a 4 marce | Cambio manuale a 4 marce |
| Frizione                           | Monodisco a secco | Monodisco a secco | Monodisco a secco |
| Struttura                          | Scocca portante in acciaio | Scocca portante in acciaio | Scocca portante in acciaio |
| Sospensioni ant.                   | A ruote indipendenti, con bracci triangolari oscillanti, molle elicoidali, barra stabilizzatrice, ammortizzatori idraulici telescopici | A ruote indipendenti, con bracci triangolari oscillanti, molle elicoidali, barra stabilizzatrice, ammortizzatori idraulici telescopici | A ruote indipendenti, con bracci triangolari oscillanti, molle elicoidali, barra stabilizzatrice, ammortizzatori idraulici telescopici |
| Sospensioni post.                  | A ruote indipendenti con semiassi oscillanti, molle elicoidali, ammortizzatori idraulici telescopici                                   | A ruote indipendenti con semiassi oscillanti, molle elicoidali, ammortizzatori idraulici telescopici                                   | A ruote indipendenti con semiassi oscillanti, molle elicoidali, ammortizzatori idraulici telescopici                                   |
| Impianto frenante                  | A quattro dischi da 260 mm di diametro ciascuno                                                                                        | A quattro dischi da 260 mm di diametro ciascuno                                                                                        | A quattro dischi da 260 mm di diametro ciascuno                                                                                        |
| Pneumatici                         | 145 x 380 (o 5.5 x 15) | 145 x 380 (o 5.5 x 15) | 145 x 380 (o 5.5 x 15) |
| Massa in ordine di marcia          | 780 | 800-815 | 825-855 |
| Serbatoio                          | 31 litri | 31 litri | 31 litri |
| Velocità massima                   | 135 | - | 145 |